# Phrudocentra hydatodes
Phrudocentra hydatodes är en fjärilsart som beskrevs av W. Warren 1906. Phrudocentra hydatodes ingår i släktet Phrudocentra och familjen mätare. Inga underarter finns listade i Catalogue of Life.